# Grande Prêmio do Brasil de 1992
Resultados do Grande Prêmio do Brasil de Fórmula 1 realizado em Interlagos em 5 de abril de 1992. Terceira etapa do campeonato, foi vencido pelo britânico Nigel Mansell, que subiu ao pódio junto a Riccardo Patrese numa dobradinha da Williams-Renault, com Michael Schumacher em terceiro pela Benetton-Ford.

## Classificação da prova
| Pos     | Nº | Piloto               | Construtor           | Voltas | Tempo/Diferença | Grid | Pontos |
| ------- | -- | -------------------- | -------------------- | ------ | --------------- | ---- | ------ |
| 1       | 5  | Nigel Mansell        | Williams-Renault     | 71     | 1:36ː51.856     | 1    | 10     |
| 2       | 6  | Riccardo Patrese     | Williams-Renault     | 71     | + 29.330        | 2    | 6      |
| 3       | 19 | Michael Schumacher   | Benetton-Ford        | 70     | + 1 volta       | 5    | 4      |
| 4       | 27 | Jean Alesi           | Ferrari              | 70     | + 1 volta       | 6    | 3      |
| 5       | 28 | Ivan Capelli         | Ferrari              | 70     | + 1 volta       | 11   | 2      |
| 6       | 9  | Michele Alboreto     | Footwork-Mugen/Honda | 70     | + 1 volta       | 14   | 1      |
| 7       | 24 | Gianni Morbidelli    | Minardi-Lamborghini  | 69     | + 2 voltas      | 23   |        |
| 8       | 21 | J. J. Lehto          | Dallara-Ferrari      | 69     | + 2 voltas      | 16   |        |
| 9       | 30 | Ukyo Katayama        | Venturi-Lamborghini  | 68     | + 3 voltas      | 25   |        |
| 10      | 11 | Mika Häkkinen        | Lotus-Ford           | 67     | + 4 voltas      | 24   |        |
| Ret     | 15 | Gabriele Tarquini    | Fondmetal-Ford       | 62     | Motor           | 19   |        |
| Ret     | 16 | Karl Wendlinger      | March-Ilmor          | 55     | Embreagem       | 9    |        |
| Ret     | 23 | Christian Fittipaldi | Minardi Lamborghini  | 54     | Câmbio          | 20   |        |
| Ret     | 3  | Olivier Grouillard   | Tyrrell-Ilmor        | 52     | Motor           | 17   |        |
| Ret     | 26 | Erik Comas           | Ligier-Renault       | 42     | Embreagem       | 15   |        |
| Ret     | 12 | Johnny Herbert       | Lotus-Ford           | 36     | Rodada          | 26   |        |
| Ret     | 25 | Thierry Boutsen      | Ligier-Renault       | 36     | Colisão         | 10   |        |
| Ret     | 33 | Mauricio Gugelmin    | Jordan-Yamaha        | 36     | Câmbio          | 21   |        |
| Ret     | 20 | Martin Brundle       | Benetton-Ford        | 30     | Colisão         | 7    |        |
| Ret     | 22 | Pierluigi Martini    | Dallara-Ferrari      | 24     | Embreagem       | 8    |        |
| Ret     | 29 | Bertrand Gachot      | Venturi-Lamborghini  | 23     | Suspensão       | 18   |        |
| Ret     | 4  | Andrea de Cesaris    | Tyrrell-Ilmor        | 21     | Motor           | 13   |        |
| Ret     | 1  | Ayrton Senna         | McLaren-Honda        | 17     | Motor           | 3    |        |
| Ret     | 2  | Gerhard Berger       | McLaren-Honda        | 4      | Pane elétrica   | 4    |        |
| Ret     | 10 | Aguri Suzuki         | Footwork-Mugen/Honda | 2      | Motor           | 22   |        |
| Ret     | 32 | Stefano Modena       | Jordan-Yamaha        | 1      | Câmbio          | 12   |        |
| DNQ     | 14 | Andrea Chiesa        | Fondmetal-Ford       |        |                 |      |        |
| DNQ     | 17 | Paul Belmondo        | March-Ilmor          |        |                 |      |        |
| DNQ     | 7  | Eric van de Poele    | Brabham-Judd         |        |                 |      |        |
| DNQ     | 8  | Giovanna Amati       | Brabham-Judd         |        |                 |      |        |
| DNPQ    | 34 | Roberto Moreno       | Andrea Moda-Judd     |        |                 |      |        |
| Fontes: |    |                      |                      |        |                 |      |        |

## Tabela de campeonato após a corrida
| Pos.    | Pilotos            | Pontos |
| ------- | ------------------ | ------ |
| 1       | Nigel Mansell      | 30     |
| 2       | Riccardo Patrese   | 18     |
| 3       | Michael Schumacher | 11     |
| 4       | Gerhard Berger     | 5      |
| 5       | Ayrton Senna       | 4      |
| Fontes: |                    |        |

| 1       | Williams-Renault | 48 |
| 2       | Benetton-Ford    | 11 |
| 3       | McLaren-Honda    | 9  |
| 4       | Ferrari          | 5  |
| 5       | Tyrrell-Ilmor    | 2  |
| Fontes: |                  |    |

- Nota: Somente as primeiras cinco posições estão listadas.